# Stroke 69
Stroke 69 este un proiect românesc de muzică house-dance, inițiat de Iles Zsolt.
În anul 1998, acesta și-a înființat prima formație cu care interpreta cântece în limba maghiară; a făcut apoi parte dintr-o altă trupă, numită Relax, alături de care cânta piese în maghiară, română și engleză.
Proiectul Stroke 69 a apărut în anul 2008, cânt Zsolt s-a unit cu prietenul său din copilărie, DJ White. În 2011, cei doi au lansat primul disc single „Beautiful Smile”, produs de DJ White. Zsolt declară: „am compus-o singur într-un moment în care m-am simțit foarte dezamăgit de tot ceea ce a fost în jurul meu”. Cântecul s-a bucurat de succes în rândul muzicii de club; cu toate acestea, performanța în clasamente a fost una modestă, „Beautiful Smile” figurând numai în partea inferioară a Romanian Top 100. Piesa a beneficiat și de un videoclip muzical, filmat într-un club din Mamaia
Zsolt a descris stilul muzical al proiectului ca fiind o combinație de house și dance, „mai degrabă aș spune că este genul «warm up», acel ceva de care este nevoie la începutul unei petreceri pentru a încinge atmosfera”.

## Discografie

### Discuri single
| An   | Disc single       | Poziție maximă | Album | Note  |
| An   | Disc single       | RO             | Album | Note  |
| ---- | ----------------- | -------------- | ----- | ----- |
| 2011 | „Beautiful Smile” | 49             | TBA   | [ 5 ] |
| 2012 | „Jamaika”         | 60             | TBA   | [ 6 ] |